# Емерджентність

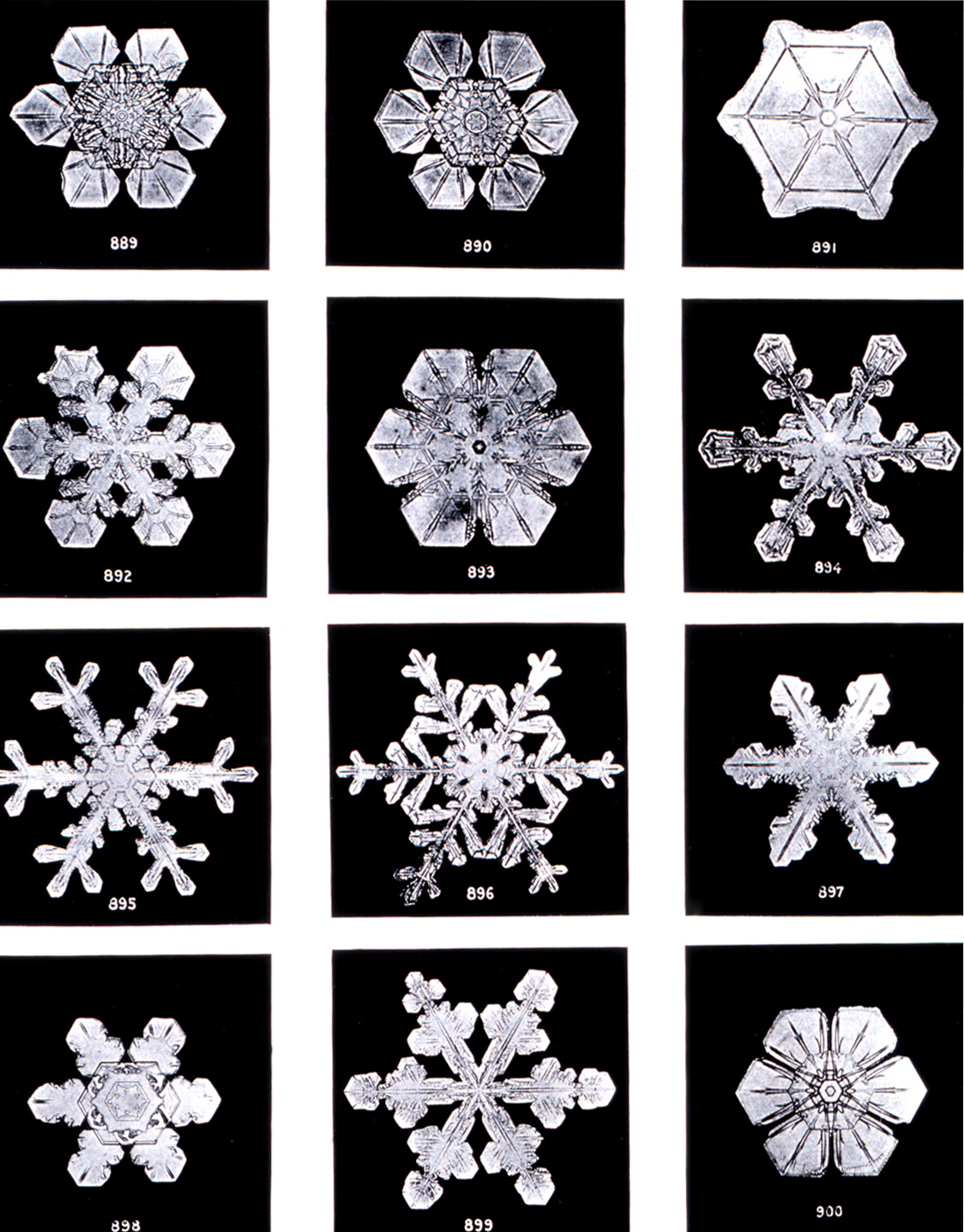
Сніжинки, що формують складні симетричні візерунки, є прикладом емерджентності у фізичних системах.

Емердже́нтність (англ. emergence — виникнення, поява нового) у теорії систем — наявність у будь-якої системи особливих властивостей, не властивих її підсистемам і блокам, а також сумі елементів, не пов'язаних системоутвірними зв'язками; неможливість зведення властивостей системи до суми властивостей її компонентів.
Наприклад, вивчення окремих мурах навряд чи дасть об’єктивне уявлення про те, як влаштований мурашник. Зазвичай ціле відрізняється від суми складових його елементів, а отже, сутнісна характеристика системи складнодосяжна без висвітлення специфіки взаємодії між окремими її частинами. При цьому різні типи взаємодій можуть підкорятися дуже простим, однак міцно вкоріненим поведінковим практикам (приклад з економіки [Архівовано 10 січня 2017 у Wayback Machine.]).
В еволюціоністиці виражається як виникнення нових функціональних одиниць системи, які не зводяться до простих перестановок уже наявних елементів.
У ґрунтознавстві: емерджентною властивістю ґрунту є родючість. 
У медицині: емерджентними називають інфекційні хвороби, що раптово виникають і швидко поширюються великими територіями. Різновидом є також реемерджентні інфекції, що у світі з’являються повторно.   

## Емерджентні структури в природі
У деяких теоріях фізики частинок навіть такі базові структури, як маса, простір і час, розглядаються як явища, що виникають з більш фундаментальних концепцій, як-от бозон Хіггса або струни. У деяких інтерпретаціях квантової механіки сприйняття детерміністичної реальності, в якій усі об'єкти мають певну позицію, імпульс тощо, насправді є явищем, що виникає, причому справжній стан матерії описується замість хвильової функції, яка не потребує того, щоб мати єдину позицію чи імпульс. 
Більшість самих законів фізики, як ми їх знаємо, схоже, виникли з часом, роблячи емерджентність найголовнішим принципом у Всесвіті й таким чином порушуючи питання про те, що може бути найважливішим законом фізики, з якого виникли всі інші. Хімію, у свою чергу, можна розглядати як нестандартну властивість законів фізики. Біологія (разом з біологічною еволюцією) може розглядатися як невіддільна властивість законів хімії. Аналогічно психологію можна розуміти як невіддільну властивість нейробіологічних законів. Нарешті теорії вільного ринку розуміють економіку як незвичайну особливість психології.